# Chaetocnema vesca
Chaetocnema vesca es un insecto coleóptero de la familia Chrysomelidae. Fue descrita científicamente en 1996 por White.